# Raman (huyện)
Raman (tiếng Thái: รามัน) là một huyện (amphoe) ở đông bắc của tỉnh Yala, miền nam Thái Lan.

## Lịch sử
Năm 1917, huyện đổi tên từ Raman thành Kotabaru theo huyện lị hành chính. Năm 1938 huyện lấy lại tên Rama.

## Địa lý
Các huyện giáp ranh (từ phía bắc theo chiều kim đồng hồ) là: Yarang, Thung Yang Daeng và Kapho của Pattani Province, Bacho và Rueso của tỉnh Narathiwat, và Bannang Sata, Krong Pinang và Mueang Yala của tỉnh Yala.

## Hành chính
Huyện này được chia thành 16 phó huyện (tambon), các đơn vị này lại được chia ra thành 88 làng (muban). Có hai thị trấn (thesaban tambon) - Kayu Boko nằm trên một phần của tambon Kayu Boko, còn Kota Baru nằm trên toàn bộ tambon Kota Baru. Có 15 Tổ chức hành chính tambon.
| STT. | Tên        | Tên Thái  |  |  |
| ---- | ---------- | --------- |  |  |
| 1.   | Kayu Boko  | กายูบอเกาะ |  |  |
| 2.   | Kalupang   | กาลูปัง     |  |  |
| 3.   | Kalo       | กาลอ      |  |  |
| 4.   | Koto Tuera | กอตอตือร๊ะ  |  |  |
| 5.   | Kota Baru  | โกตาบารู   |  |  |
| 6.   | Kero       | เกะรอ     |  |  |
| 7.   | Cha-kwa    | จะกว๊ะ     |  |  |
| 8.   | Tha Thong  | ท่าธง      |  |  |
| 9.   | Noen Ngam  | เนินงาม    |  |  |
| 10.  | Balo       | บาลอ      |  |  |
| 11.  | Ba-ngoi    | บาโงย     |  |  |
| 12.  | Buemang    | บือมัง      |  |  |
| 13.  | Yata       | ยะต๊ะ      |  |  |
| 14.  | Wang Phaya | วังพญา     |  |  |
| 15.  | A-song     | อาซ่อง     |  |  |
| 16.  | Talo Halo  | ตะโล๊ะหะลอ |  |  |